# Abu Alfadle de Ispaã
Abu Alfadle de Ispaã (português brasileiro) ou Ispaão (português europeu), também chamado de Mádi de Ispaã/Ispaão, foi um persa que em 931 foi declaro o "Deus incarnado" pelo líder carmata do Barém, Abu Tair Aljanabi. Seu nome líder apocalíptico, porém, causou grande tumulto ao rejeitar aspectos tradicionais do islamismo e promover o zoroastrismo.
A mãe de Abu Tair conspirou para se livrar de Abu Alfadle; fingiu sua morte e enviou um mensageiro para ligar para o Mádi para ressuscitá-la. Quando recusou, foi exposto como um ser humano normal, e o irmão de Abu Tair, Saíde, matou Abu Alfadle depois que o Mádi reinou por apenas oito dias.